# Jeff Cervone
Jeff Cervone – amerykański zapaśnik w stylu klasycznym. Brązowy medalista mistrzostw panamerykańskich z 2001 i mistrzostw świata wojskowych w 2000 roku. Zawodnik Syracuse University i United States Air Force. W 1994 mistrz EIWA.